# Jake Ilnicki

a Compétitions nationales et continentales officielles uniquement.

b Matchs officiels uniquement.
Dernière mise à jour le 9 novembre 2024.
Jake Ilnicki, né le 24 février 1992 à Williams Lake (Province de la Colombie-Britannique, Canada), est un joueur international canadien de rugby à XV jouant au poste de pilier droit.

## Biographie

### Carrière internationale
Il a obtenu sa première cape internationale le 9 novembre 2013 à l'occasion d'un match contre l'équipe de Géorgie à Tbilissi (Géorgie).

## Statistiques en équipe nationale
- 36 sélections (25 fois titulaire, 11 fois remplaçant)
- Sélections par année : 2 en 2013, 4 en 2014, 3 en 2015, 9 en 2016, 5 en 2017, 10 en 2018, 3 en 2019

En Coupe du monde :
- 2015 : 1 sélection (Roumanie)